# Prothysana
Prothysana é um gênero de mariposa pertencente à família Bombycidae.